# Delia Derbyshire
Delia Ann Derbyshire (5 mai 1937 – 3 juillet 2001) est une musicienne et compositrice britannique de musique concrète et musique électronique. Elle est notamment reconnue pour la réalisation du thème d'ouverture de la série télévisée Doctor Who, composé par Ron Grainer.

## Biographie
Delia Derbyshire est née à Coventry (Angleterre) le 5 mai 1937. Formée à la Grammar School de Coventry et au Girton College de Cambridge, elle est diplômée en mathématiques et en musique.
En 1959, après avoir approché la maison de disques Decca Records et s'être entendu dire que l'entreprise n'emploie pas de femmes dans ses studios d'enregistrement, elle va travailler pour l'ONU à Genève avant de revenir à Londres pour rejoindre les éditions musicales Boosey & Hawkes.
En 1960, Derbyshire rejoint la BBC en tant que directrice adjointe de studio. Elle excelle à l'atelier radiophonique (BBC Radiophonic Workshop) où elle reste durant plusieurs années. Derbyshire pense avoir trouvé sa propre voie où elle aurait pu combiner ses intérêts dans la théorie et la perception des sons, des divers modes, de la maîtrise des tempéraments, et de la communication en utilisant des sources purement électroniques. Elle crée seule l'arrangement de Doctor Who de Ron Grainer, l'un des thèmes les plus célèbres encore joué actuellement. Lors de la première audition, Ron Grainer est subjugué de son interprétation.
Ainsi commence ce qui est encore considéré comme l'âge d'or de l'atelier radiophonique. Delia Derbyshire y est la première femme qualifiée en études supérieures de musique, mais comme elle n'y est pas censée faire de la musique, une grande partie de ses premiers travaux restent anonymes dans le cadre de recherche sonore. Peu de temps après la télédiffusion, l'atelier a largement dépassé le travail réalisé spécifiquement pour la radiodiffusion. Elle est finalement appelée à enregistrer la musique pour des émissions dramatiques et documentaires archivées depuis un long moment.
Les programmes d'enseignement des sciences et des arts ont également bénéficié de son style abstrait que l’on appelle aussi en France « musique concrète ». Son travail avec Barry Bermange sur les « quatre inventions pour radio » est peut-être la meilleure illustration de la capture du son. Derbyshire gagne bientôt une réputation pour s’attaquer avec succès sur ce qui paraissait impossible, surtout lorsqu'on lui a demandé de « faire quelques titres musicaux pour la TV en utilisant uniquement des sons d'animaux », c’est avec beaucoup de réflexion et d'ingéniosité qu’elle a fait des recherches et des enregistrements dans les plus grands Zoos du Monde. Derbyshire a toujours réussi à adoucir son approche mathématique puriste avec une touche d'interprétation sensible 
Derbyshire a également travaillé avec les compositeurs tels que Peter Maxwell Davies ou Roberto Gerhard sur « La colère d'Achille » (Prix Italia), mais aussi avec Jani Christou, en utilisant des traitements sonores tirés de leur musique orchestrale. Elle a également été l'assistante de Luciano Berio à la Dartington School durant l'été 1962.
Sa musique était jugée trop lascive ou trop sophistiquée pour le public de la BBC 2, elle a trouvé d'autres domaines où les administrateurs étaient moins inhibés, tels que le cinéma et le théâtre, mais surtout plus proches de la musique électronique originale, ainsi que de la musique pop avant-gardiste et psychédélique. Pour ce faire, elle a encouragé la mise en place de studios privés tels que Delta Plus, Kaleidophon et Electrophon où elle a travaillé dans le quartier londonien de Putney avec Peter Zinovieff, compositeur et inventeur des synthétiseurs EMS, ainsi qu'avec David Vorhaus et Brian Hodgson au sein du groupe White Noise.
Les œuvres de Derbyshire des années 1960 et 70 ont continué à être utilisées à la radio et la télévision plus d’une trentaine d’années, et sa musique a donné lieu à un statut de légende avec les versions en Suède et au Japon. Elle est aussi constamment mentionnée, créditée sur des bandes de groupes comme Add N to (X), Aphex Twin et The Chemical Brothers.

Le travail de l'engagement de Delia à la BBC a également été publié sur de nombreux ateliers radiophoniques et le fameux générique arrangé de Doctor Who, dont la première version fut diffusée en 1963. Vers le milieu des années 1970, désillusionnée par le futur apparent de la musique électronique, elle se retira du milieu. Elle travailla dans une librairie, une galerie d'art et un musée. Au milieu des années 1990, remarquant un changement dans l'air elle prit conscience d'un retour aux valeurs musicales qu’elle chérissait.
Delia Derbyshire est décédée à Northampton le 3 juillet 2001. Peu avant sa mort, elle avait écrit : « Travailler avec des gens comme Sonic Boom sur la musique électronique pure m'a revigorée d'une autre génération, mais j'ai toujours eu une affinité avec la musique des années 60 un de nos premiers points de contact. Le travail visionnaire de Peter Zinovieff nous a vraiment touché et a été une source d'inspiration sans les contraintes de faire la musique appliquée, mon esprit ne peut voler librement et se reporter où je m'étais arrêtée. »

### Documentaires
- 2009: The Delian Mode, film (25 minutes) de Kara Blake
- 2010: The Sculptress of Sound, reportage radio (56 minutes) de Matthew Sweet[4]
- 2020: Delia Derbyshire: The Myths and the Legendary Tapes, film (1 heure 29 minutes) par Caroline Catz[5]
- 2020 : Sisters with Transistors, réalisé par Lisa Rovner